# フルヴィア・ラセルダ

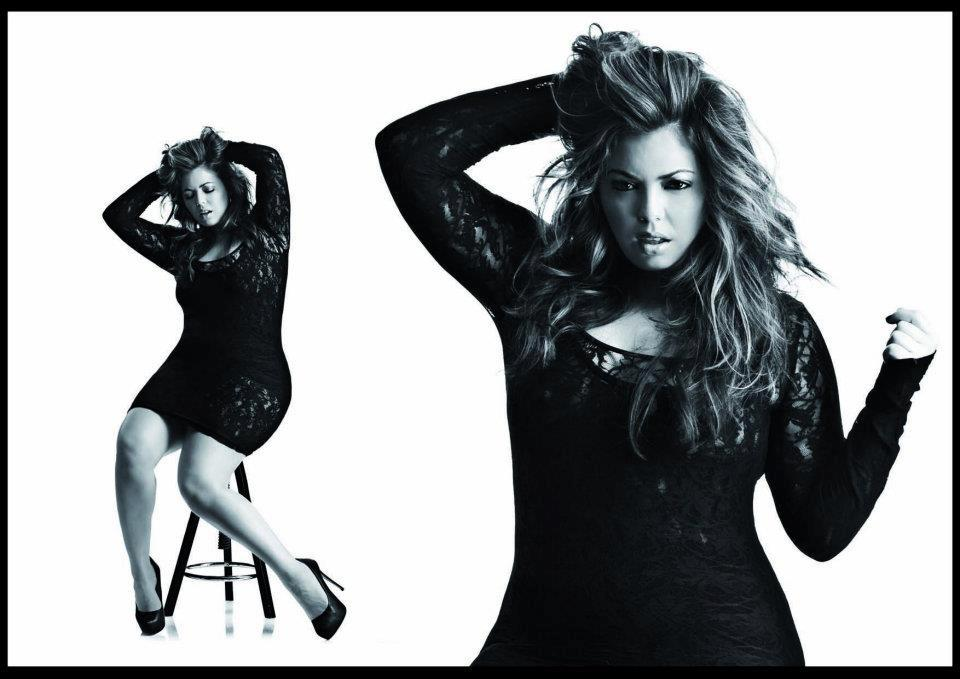
Fluvia Lacerda

フルヴィア・ラセルダ(Fluvia Lacerda、1980年7月31日 - ）は、ブラジルのプラスサイズモデル。リオ・デ・ジャネイロ出身。「プラスサイズのジゼル・ブンチェン」の異名を取る。

## 人物
1996年に渡米し、ニューヨークで乳母や清掃人として生活を立てていたところスカウトされた。ブラジル出身者で初めて国際的に成功を収めたプラスサイズモデルとされている。
2017年には著書『Gorda não é Palavrão』を発表している。